# Махмудов Емін Касим Алі-огли
Емін Касим Алі-огли Махмудов (азерб. Mahmudov Emin Qasıməli oğlu) (1925—2000) — азербайджанський радянський письменник-фантаст, редактор, перекладач. Член Союзу письменників СРСР з 1954 року.

## Біографія
Народився 1 січня 1925 року в місті Гейчай. Після того, як закінчив школу і службу в Радянській армії (1943—1945) поступив до Бакинського державного університету на журналістське відділення філологічного факультету, закінчив навчання у 1950 році. Проживав тим часом в Баку. Згодом почав працювати редактором у журналі «Жінка Азербайджану» (азерб. «Azərbaycan qadını») (1955—1966), газетах «Література і мистецтво» (азерб. «Ədəbiyyat və incəsənət») (1953—1954) і «Піонер Азербайджану» (азерб. «Azərbaycan pioneri») (1967—1971) у видавництві, на азербайджанському радіо і телебаченні (1973—1982).
Письменник зник з життя у 2000 році.

## Творчість
Перше фантастичне оповідання «РТ-1» вийшло в азербайджанському журналі «Піонер» (1952). Ним було опубліковано близько десяти книг в жанрі «твердої» наукової фантастики, азербайджанською мовою. У 1960 році приєднався до роботи Комісії з науково-фантастичної літератури СП Азербайджану. Російською мовою (в основному в перекладі Р. Б. Бахтамова) 1964 року було опубліковано дев'ять науково-фантастичних оповідань письменника. З часом випустив книгу про економіку «Висока ступінь» (1986). Перекладав з російської мови на азербайджанську.

## Твори
Книги
- Махмудов Е. Полярне сяйво в Мугані (на азерб. мові)=Muğanda qütb parıltısı.— Баку: Азернешр, 1954.— 59 с.
- Махмудов Е. Корабель Всесвіту (на азерб. мовові)=Kainat gəmisi.— Баку: Азернешр, 1957.— 189 с.
- Махмудов Е. Небо Венери у вогні: НФ повість (на азерб. мові)= Veneranın göyləri od içindədir.— Баку: Азернешр, 1960. — 212 с. — 10 тис., прим, екз.
- Махмудов Е. Зниклі звуки (на азерб. мові)= Qeyb olmuş səslər.— Баку: Азернешр, 1964. — 88 с. — 7000 примірників
- Махмудов Е. Як залізо почало ходити (на азерб. мові)= Dəmir necə ayaq açdı. — Баку: Гянджлик, 1967. — 41 с.
- Махмудов Е. Море імли (на азерб. мові)= Zülmət dənizi. — Баку: Гянджлик, 1971. — 174 с.
- Махмудов Е. Зірки чекають нас попереду (на азерб. мові)= Ulduzlar yolumuzu gözləyir. — Баку: Гянджлик, 1975. — 93 с.
- Махмудов Е. У пошуках вічної мелодії. — Баку, 1979.
- Махмудов Е. Висока ступінь (на азерб. мові)= Qüdrətli pillə. — Баку: Гянджлик, 1985. — 56 с.
- Махмудов Е. Дихання дня (на азерб. мові)= Günün nəfəsi. — Баку: Гянджлик, 1986. — 60 с.
- Махмудов Е. Дочка атланта (на азерб. мові)= Atlant qızı. — Баку: Yazıçı, 1986. — 230 с.
- Махмудов Е. Південніше затоки Астронавтів. — Єкатеринбург: Тардіс, 2013. — 106 с. — (Фантастичний раритет). — 700 прим.

## Окремі публікації
- Махмудов Е. РТ-1 (на азерб. мовою) // Піонер. — 1952.
- Махмудов Е. Ліки із хмари: розповідь (пер. з азерб. Р. Бахтамова) // Формула неможливого. — Баку: Госиздат АзССР, 1964. — С. 44-48.
- Махмудов Е. Феномен: розповідь (пер. з азерб. В. Лукодьянова) // Формула неможливого. — Баку: Госиздат АзССР, 1964. — С. 49-57.
- Махмудов Е. Нещадний суддя (пер. з азерб. Р. Бахтамова) // Ці дивовижні зірки: Сб. НФ оповідань. — Баку: Азербайджанська держ. вид-во, 1966. — С. 159—164.
- Махмудов Е. Симфонія життя (пер. з азерб. Р. Бахтамова) // Ці дивовижні зірки: Сб. НФ оповідань. — Баку: Азербайджанська держ. вид-во, 1966. — С. 145—157.
- Махмудов Е. Голос Землі (пер. з азерб. Р. Бахтамова) // Літературний Азербайджан. — Баку, 1968. — № 5. — С. 126—129.
- Махмудов Е. Південніше затоки Астронавтів (пер. з азерб. Р. Бахтамова) // Літературний Азербайджан. — Баку, 1968. — № 5. — С. 122—126.
- Махмудов Е. Голос Землі (пер. з азерб. Р. Бахтамова) // Полюс ризику. — Баку: Гянджлик, 1970. — С. 118—123.
- Махмудов Е. До питання про… (пер. з азерб. Р. Бахтамова) // Полюс ризику. — Баку: Гянджлик, 1970. — С. 124—129.
- Махмудов Е. Південніше затоки Астронавтів (пер. з азерб. Р. Бахтамова) // Полюс ризику. — Баку: Гянджлик, 1970. — С. 111—117.
- Махмудов Е. Королівський гамбіт: НФ розповідь (пер. з азерб. Р. Бахтамова) // Літературний Азербайджан. — Баку, 1974. — № 7. — С. 26-32.
- Махмудов Е. Черепаха: НФ розповідь (пер. з азерб. Р. Бахтамова) // Літературний Азербайджан. — Баку, 1974. — № 7. — С. 18-26.
- Махмудов Е. Симфонія життя (пер. з азерб. Р. Бахтамова) // Проба особистості. — М.: Звістки, 1991. — С. 120—132.
- Махмудов Е. Черепаха (пер. з азерб. Р. Бахтамова) // Проба особистості. — М.: Звістки, 1991. — С. 120—132.

## Публіцистика
- Махмудов Фантастика країни вогнів // Дитяча література. — 1972. — № 6. — 18 С.